# Sergio Pagni

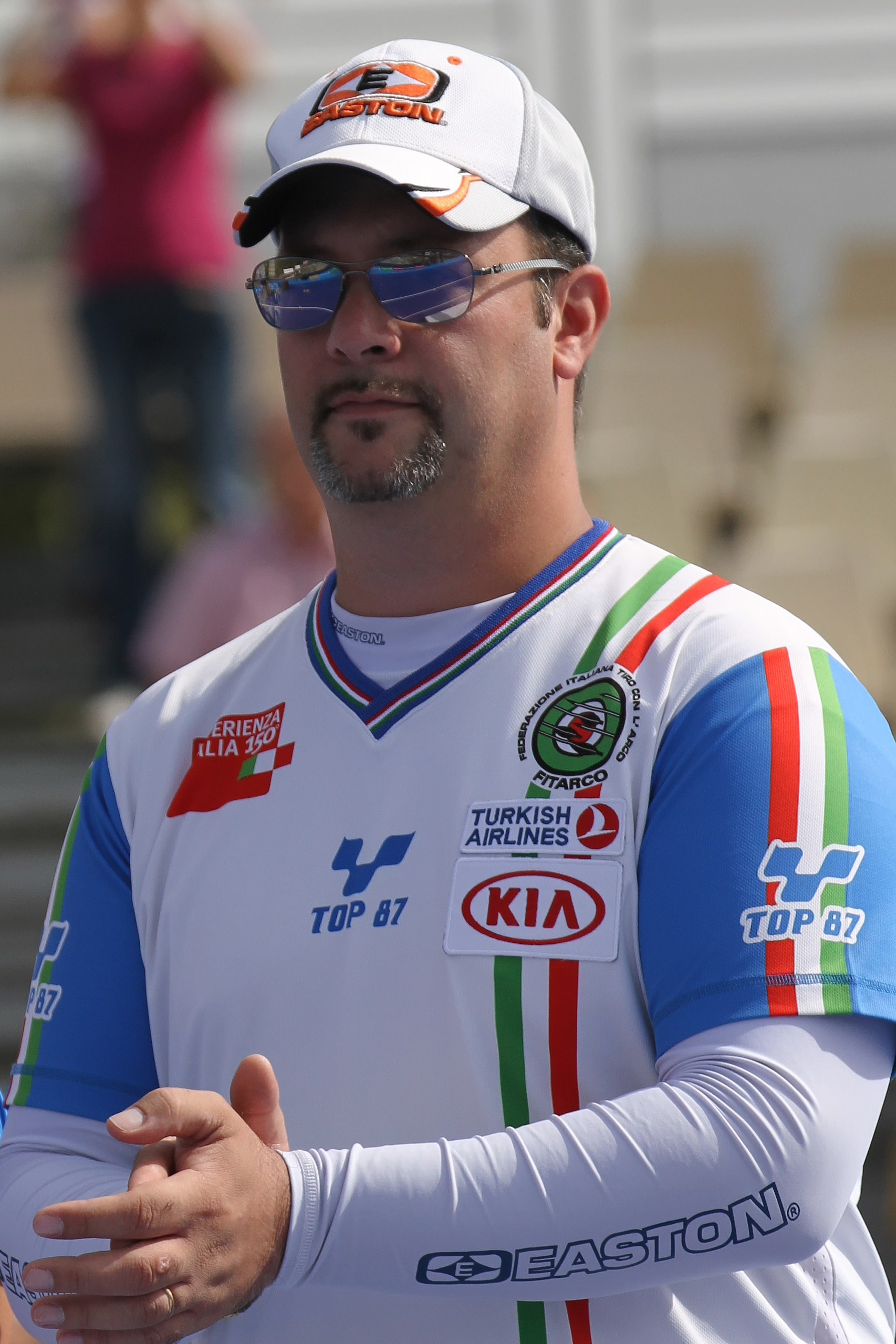
Sergio Pagni in 2013

Sergio Pagni (Luca, 26 maart 1979) is een Italiaans boogschutter.
Pagni is een linkshandig boogschutter, hij schiet met een compoundboog. Hij doet sinds ca. 2002 mee aan diverse nationale en internationale wedstrijden. Hij werd lid van het Italiaans nationaal team in 2008. In datzelfde jaar behaalde hij de finale van het EK indoor. Hij versloeg de Nederlander Peter Elzinga met twee punten en werd kampioen. Hij staat eerste (mei 2009) op de FITA-wereldranglijst. Pagni woont in Montecatini Terme.

## Resultaten
| 2004 WK Studenten 2005 7e WK indoor (individueel) 2006 WK Studenten EK Indoor 23e Europese Grand Prix 9e World Cup, stage 3 NK | 2007 NK 12e WK indoor 30e WK outdoor 8e World Cup, stage 1 19e World Cup, stage 2 18e World Cup, stage 3 | 2008 EK indoor (individueel) World Cup, stage 2 (team) World Cup, stage 2 (individueel) World Cup, stage 3 (team) World Cup, stage 3 (individueel) 5e EK outdoor NK indoor 2009 World Cup, stage 2 (individueel) World Cup, stage 2 (team) |